# Libegő
Le Libegő (/ˈlibegøː/) est un mode de transport de Budapest. Il s'agit d'un télésiège qui circule entre le sommet de János-hegy et Zugliget.

## Liste des stations
|  |   |  | Station    | Desserte   | Correspondances |
|  | - |  | ---------- | ---------- | --------------- |
|  | o |  | János-hegy | János-hegy | 7               |
|  | • |  | Zugliget   | Zugliget   |                 |